# Yansi (langue)
Pour les articles homonymes, voir Yansi.
Le yansi (ou yanzi) est une langue bantoue parlée par la population yanzi en République démocratique du Congo.

## Dialectes
L’Atlas linguistique d’Afrique centrale dénombre les variantes et dialectes suivants du yansi (eyáns) :
- eyáns é Bagata ;
- eyáns é Dwe ;
- eyáns é Mokamo ;
- eyáns é Nkar.

Il existe aussi d’autres dialectes se ramenant fortement aux parlers des villages.

## Écriture
| a | ä | b | d | e | ɛ | ɛ̈ | f | g | i | ï | k | l | o | ö | ɔ | ɔ̈ | p | r | s | t | tsh | u | ü | v | w | y | z |

Dans l’orthographe de Mayanga, les voyelles longues sont écrites en doublant la lettre de voyelle : ‹ aa, ee, ii, oo ɔɔ, ɛɛ, uu ›, et les voyelles neutres avec une voyelles simple portant un tréma : ‹ ä, ɛ̈, ï, ö, ɔ̈, ü ›.